# Chionomys nivalis
El topillo nival (Chionomys nivalis) es una especie de roedor de la familia Cricetidae. Tradicionalmente se incluía en el género Microtus, pero  estudios recientes, genéticos y morfológicos, avalan su inclusión en el género Chionomys.

## Descripción
Es uno de los arvicolinos de mayor tamaño, de 92 a 140 mm y de 35 a 70 gr de peso. Su pelaje tiene una tonalidad, bastante uniforme, de color grisáceo con tonos pardos, región ventral de color blanco y los pies y la cola son monocolor, generalmente blanquecinos.

## Distribución
Habita las zonas montañosas desde el suroeste europeo hasta el sureste asiático. En Europa se encuentra en los grandes macizos montañosos, Alpes, Montes Tatra, Cárpatos, Balcanes y Cáucaso. En la península ibérica ocupa las principales zonas montañosas, aunque su presencia no está confirmada en Portugal. En España ocupa la mayor parte de los Pirineos, llegando por el este hasta Gerona, en el norte peninsular aparece en las montañas gallegas de Lugo y la sierra de los Ancares, Picos de Europa, casi toda la Cornisa Cantábrica y País Vasco. Hacia el sur está presente en la sierra Cebollera y en la sierra de la Demanda (La Rioja, Soria), en las sierras de Gredos, Guadarrama y Ayllón (Comunidad de Madrid y Guadalajara) y en Sierra Nevada (Granada).

## Hábitat
Especie muy adaptada a la vida en zonas con acumulaciones rocosas estables y zonas de alta montaña (1.000-4.700 m de altitud). Es muy rara en altitudes menores. Es más común donde los acumulos de piedras y rocas son más frecuentes, siendo más escaso en zonas arbustivas y boscosas. 
Son básicamente herbívoros y oportunistas, debido a las restricciones tróficas de las zonas donde habitan y complementan su dieta con insectos, pequeños invertebrados y crías de otros micromamíferos. Almacenan alimentos para el invierno.
La edad reproductora, en relación con otros topillos, es relativamente tardía, menores camadas y una elevada tasa de supervivencia juvenil.

## Amenazas
La principal amenaza se deriva del escaso número de colonias, de su pequeño tamaño y de la escasa o nula conectividad entre colonias.